# Kiku Nishizaki
Kiku Nishizaki (西崎 キク, Nishizaki Kiku), de son nom de naissance Kikuko Matsumoto, est une pionnière de l'aviation japonaise née le 2 novembre 1912 et morte le 6 octobre 1979 : en novembre 1934, Chōko Mabuchi et elle sont les premières aviatrices à traverser la mer du Japon.

## Formation
Kiku Matsumoto nait le 2 novembre 1912 au Japon, à Kamisato dans la préfecture de Saitama. Elle commence à travailler comme institutrice dans une école primaire après la fin de ses études à l’École normale supérieure féminine de Saitama. À l'occasion d'un voyage scolaire, elle visite avec ses élèves l'aérodrome d'Ojima à Ōta, dans la préfecture de Gunma et y découvre l'aéronautique. Fascinée, elle quitte l'enseignement en 1931 pour intégrer une école d'aviation.

## L'aviatrice
En 1933, elle obtient sa licence de pilotage d'hydravion, avec le grade d'aviatrice de seconde classe. De sa base, elle se rend à sa ville natale aux commandes d'un Yokosuka K1Y (en), monomoteur biplace à double voilure utilisé pour la formation et adopté par la Marine impériale japonaise entre la première et la seconde guerres mondiales. Cent de ces appareils ont été fabriqués à l'arsenal technique aéronaval de Yokosuka, par la compagnie aéronautique Nakajima, la Kawanishi Kokuki et les fonderies Watanabe.

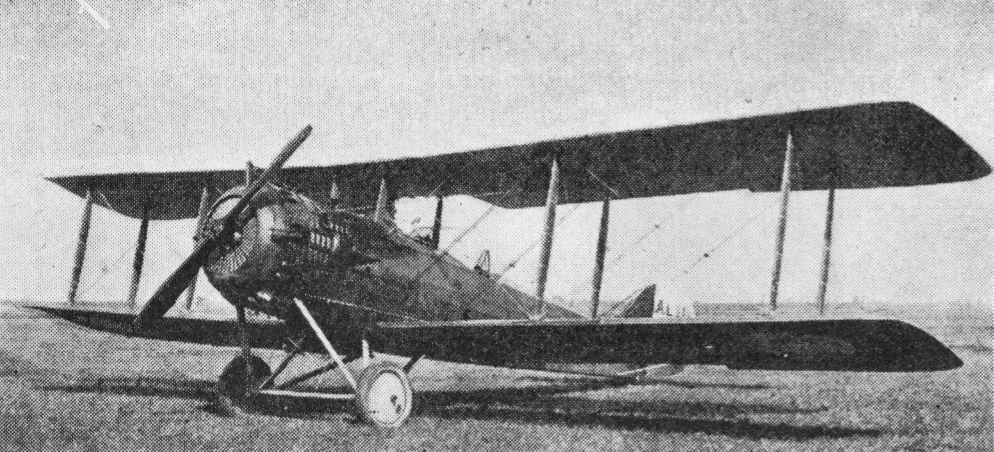
Le Salmson2, un biplan français.

La même année, sa condisciple Chōko Mabuchi et elles sont sélectionnées pour un vol de prestige destiné à célébrer l'amitié entre le Japon et le Mandchoukouo. Deux Salmson 2 sont préparés, chacun nommé selon le prénom d'une des aviatrices : Chrysanthème blanc (shiragiku) pour Kiku, et Papillon jaune (kichō) pour Chōko.
Leur traversée de la mer du Japon s'effectue à une époque où les médias japonais se livrent une concurrence féroce pour publier les premiers une information : les principaux journaux, Asahi Shinbun et Mainichi Shimbun se sont retrouvés en difficulté pour rendre compte du grand tremblement de terre de Kantō en 1923, et commencent à percevoir l'intérêt de l'aviation. Dès que le projet est annoncé, l'Asahi Shinbun expédie des reporters à Pékin pour couvrir leur atterrissage.
Le 22 octobre 1934 Kiku Matsumoto et Chōko Mabuchi décollent de l'aéroport de Tokyo Haneda pour le Manchoukouo. Elles survolent la mer du Japon et atterrissent à l'aérodrome de Hsinking (maintenant Changchun), le 4 novembre 1934 pour la première et le lendemain pour la seconde,.
L'Asahi Shinbun raconte le vol de Kiku jour par jour :  à 10:10 du matin le 3 novembre, son avion quitte Sinŭiju et atteint Fengtian à 11:50, avant de s'élancer pour la dernière étape. Arrivée à Hsingking le lendemain, elle effectue des vols de démonstrations en attendant Chōko, qui se pose le 5 novembre 1934, retardée par le mauvais temps et par une avarie moteur qui l'a contrainte à un atterrissage d'urgence.   
Les deux femmes reçoivent en 1934 le trophée Harmon pour leur exploit.  Plus tard, Kiku Matsumoto raconte son expérience dans une autobiographie.
Trois ans plus tard, en juillet 1937, un nouveau projet de vol est lancé : il s'agit de relier Tokyo à la ville qui porte alors le nom de Toyohara, dans la  préfecture de Karafuto (actuellement Ioujno-Sakhalinsk, dans l'Oblast de Sakhaline en Russie), afin d'en célébrer l'administration par l'empire japonais. Kiku Matsumoto est sélectionnée pour la mission, mais elle doit procéder à un amerrissage d'urgence dans le détroit de Tsugaru et secouru par un cargo. Son souhait de poursuivre sa carrière — elle se porte volontaire pour s'engager dans l'armée de terre dans un corps chargé de transporter en avion les soldats blessés au front — se heurte à une réticence croissante de la société japonaise de laisser des femmes piloter des avions. Elle doit mettre fin à sa carrière.

## Fin de vie
En 1935, Kiku épouse Takeo Inoka ; le couple rejoint une colonie au Manchoukouo, où elle enseigne dans une l'école primaire. Devenue veuve en 1941, elle se remarie avec Ryo Nishizaki en 1943.
En 1946, à la fin de la Seconde Guerre mondiale, le couple rentre au Japon et reprend une ferme dans la ville natale de Ryo, Shichihongi. Pendant huit ans, Kiku allie l'enseignement et ses activités de gestion des terres agricoles et d'élevage. Elle synthétise dans un rapport son expérience de l'exploitation des fermes et reçoit le prix du Ministère de l'agriculture et des forêts pour ses réalisations en 1961. 
Elle meurt en 1979.